# تاكيس لوكانيديس
تاكيس لوكانيديس (باليونانية: Τάκης Λουκανίδης)‏ ولد في سبتمبر 1937 وتوفي11 يناير 2018 كان لاعب كرة قدم يونانيًا في فترة الخمسينيات والستينيات من القرن الماضي.